# Szuez
Szuez  (arabul: السويس)  egy tengeri kikötőváros Egyiptom északkeleti részén, a Vörös-tenger Szuezi-öblének északi partján, a Szuezi-csatorna déli végéhez közel. A több mint félmilliós lakosságú város két kikötője Port Ibrahim és Port Tawfiq. Kivételes elhelyezkedésének köszönhető a kikötő óriási kiterjedése. A várost autópálya és vasútvonal köti össze Kairóval és Port Szaíddal.
Szuez a Mekkába tartó muszlim zarándokok utazásának egyik állomása.

## Éghajlata
| Hónap                         | Jan. | Feb. | Már. | Ápr. | Máj. | Jún. | Júl. | Aug. | Szep. | Okt. | Nov. | Dec. | Év   |
| ----------------------------- | ---- | ---- | ---- | ---- | ---- | ---- | ---- | ---- | ----- | ---- | ---- | ---- | ---- |
| Rekord max. hőmérséklet (°C)  | 29,4 | 39,0 | 36,9 | 42,8 | 43,5 | 46,1 | 44,1 | 45,8 | 41,2  | 39,2 | 37,0 | 28,4 | 46,1 |
| Átlagos max. hőmérséklet (°C) | 19,4 | 21,2 | 23,6 | 28,5 | 32,4 | 35,1 | 36,1 | 35,7 | 33,2  | 30,1 | 25,4 | 20,7 | 28,5 |
| Átlagos min. hőmérséklet (°C) | 10,5 | 11,3 | 13,1 | 16,4 | 19,5 | 22,4 | 23,9 | 24,2 | 22,8  | 20,0 | 15,7 | 11,8 | 17,7 |
| Rekord min. hőmérséklet (°C)  | 4,1  | 5,6  | 7,4  | 8,7  | 13,6 | 17,7 | 19,4 | 19,7 | 16,9  | 14,5 | 9,9  | 5,5  | 4,1  |
| Átl. csapadékmennyiség (mm)   | 5    | 2    | 4    | 1    | 0    | 0    | 0    | 0    | 0     | 0    | 2    | 3    | 17   |
| Forrás: NOAA                  |      |      |      |      |      |      |      |      |       |      |      |      |      |

## Története
A 7. században egy a mai Szuezhez közeli város (klizma vagy Kolzum) jelentette a Nílust és a Vörös-tengert összekötő csatorna északi végét. A 16. századra Szuez egy török tengerészeti állomássá alakult.
A Szuezi-csatorna megépítése után a város jelentősége megnőtt. Az 1967-es harmadik arab-izraeli háborúban, ami főként a Sinai-félszigeten zajlott, a város teljesen elpusztult. Feltámasztása a csatorna újbóli megnyitása (1975) után azonnal megkezdődött.

## Szuezi-csatorna

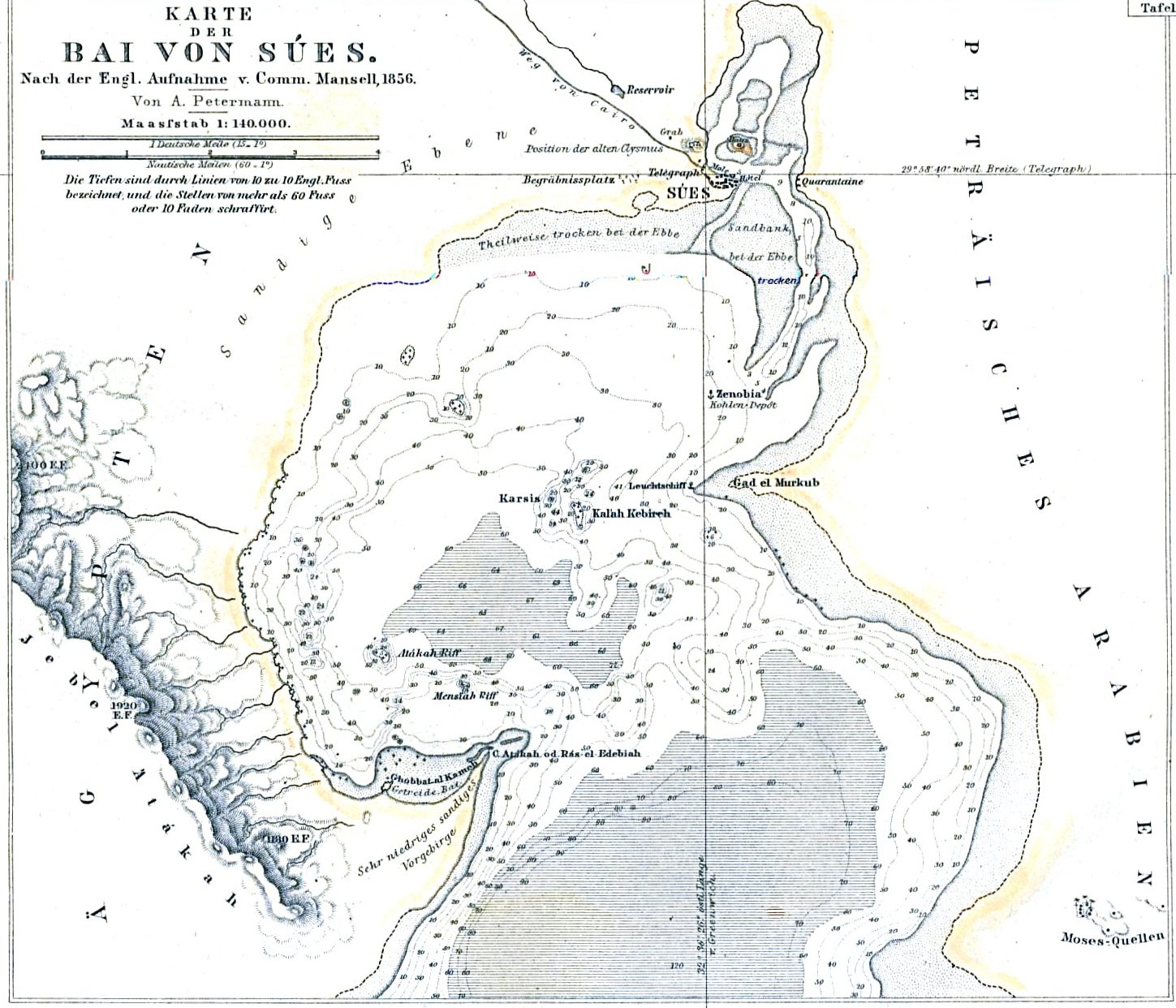
A Szuezi-öböl legészakibb része egy 1856-os térképen Szuez városával

Létezett egy természetes csatorna a Nílus deltájától a Szuezi-öbölbe már az ókorban, amikor az öböl még északabbra benyúlt, mint ma. Ezt idővel már nem használták és a 19. században megépült a jelenlegi csatorna.
A Szuezi-csatorna jelentősen rövidebb utat biztosít a hajók számára, mintha a Jóreménység foka felé kellene kerülni. A régió környezeti adottságainak figyelembevételével alakították ki: a Földközi-tenger és a Vörös-tenger viszonylagos közelsége, tavak és süllyedésekből létrejött későbbi tavak vonala (Manzala-tó északon, Timsah és a Keserű tavak) és a lapos felszín. A csatorna építését a francia Ferdinand de Lesseps mérnök és diplomata indíttatására kezdték el, aki Szaid pasától megkapta a jogot a csatorna építésére és 99 éves üzemeltetésére. Így jött létre a cég (Compagnie Universelle du Canal Maritime de Suez), amely 11 éven át építette meg a csatornát. Az 1869-ben elkészült építmény hatással volt az egész világ kereskedelmére.
Gamal Abden-Nasszer egyiptomi elnök 1956-ban államosította a csatornát, ami előidézte a szuezi válságot. Az 1967-es arab-izraeli háború után a csatornát bezárták és csak 1975-ben nyitották meg újra.

## Képgaléria

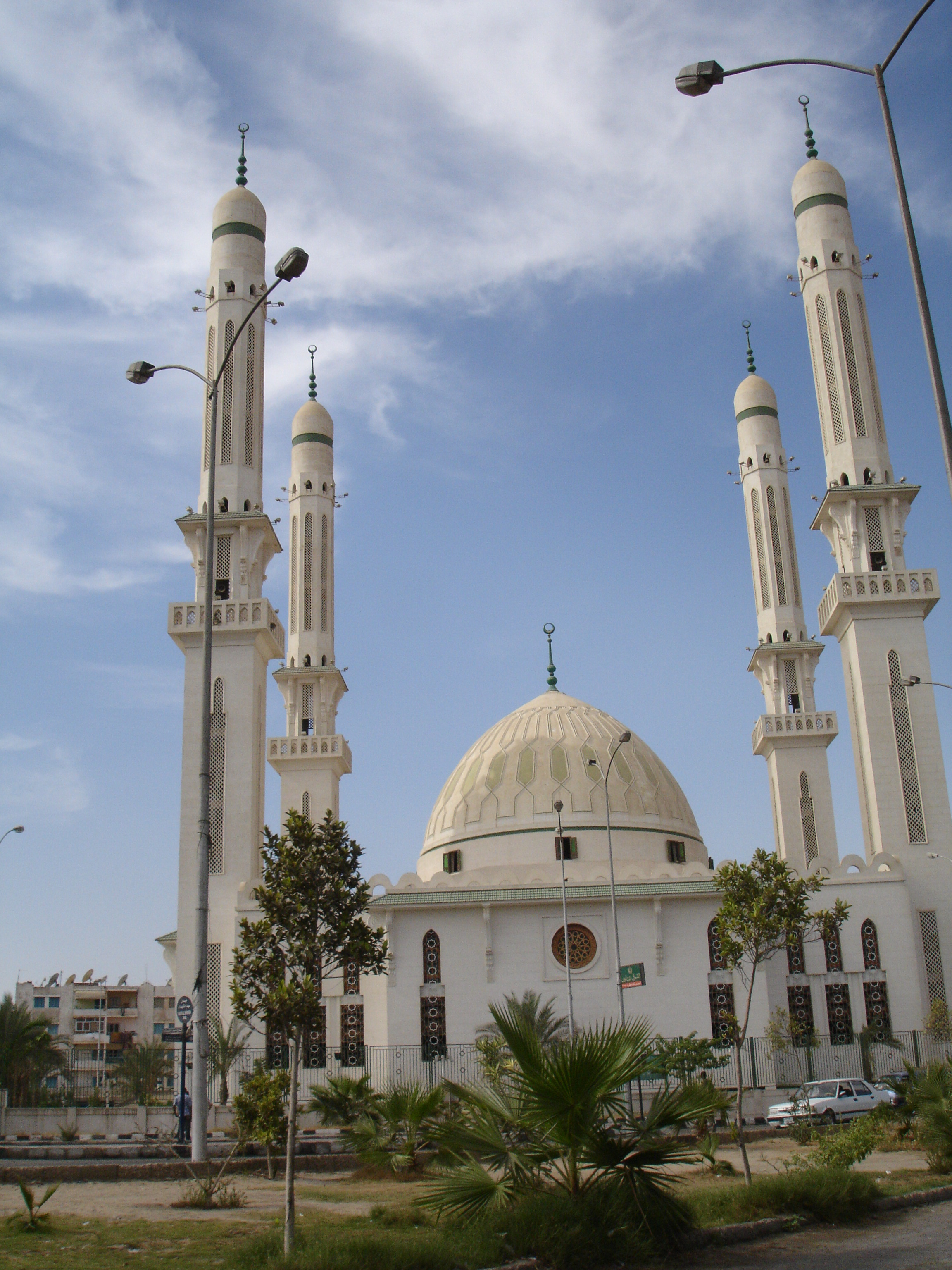
A szuezi Masjid 'Hamza
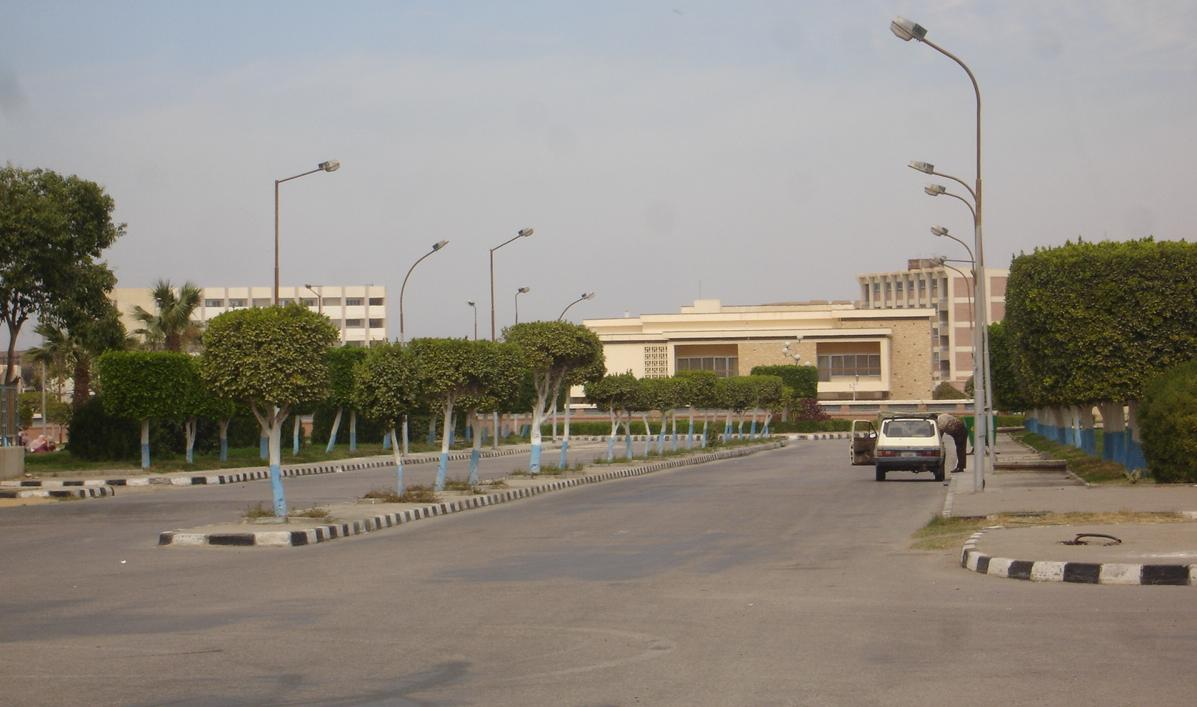
Anvar Szadat háza
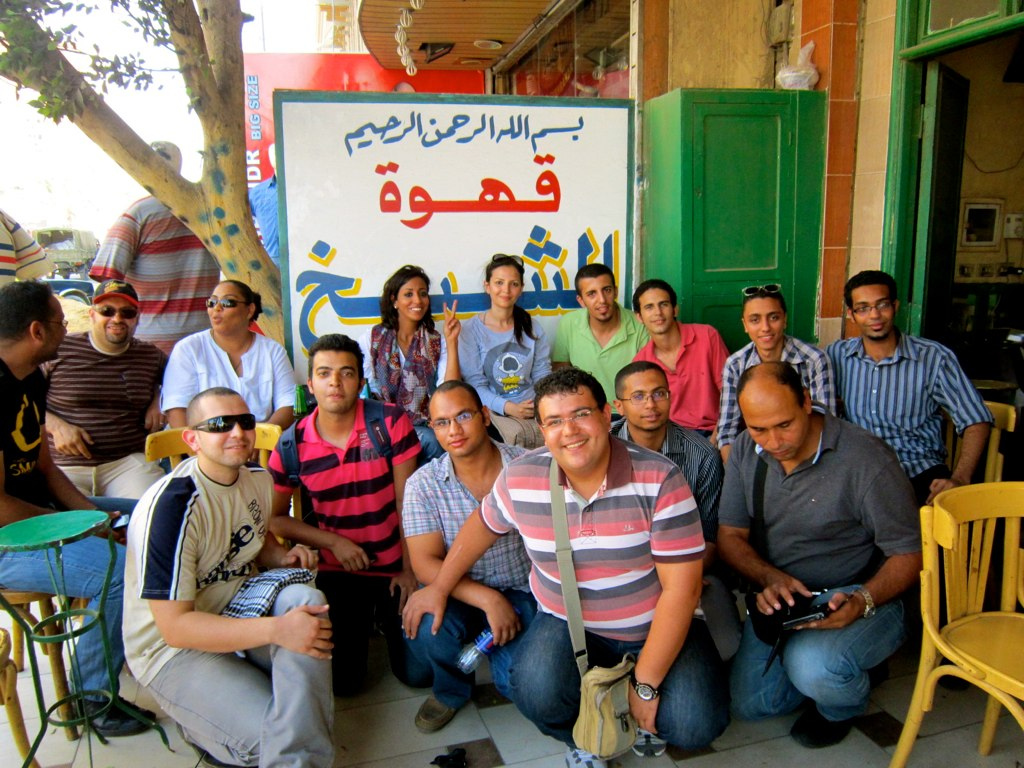
Helyi fiatalok
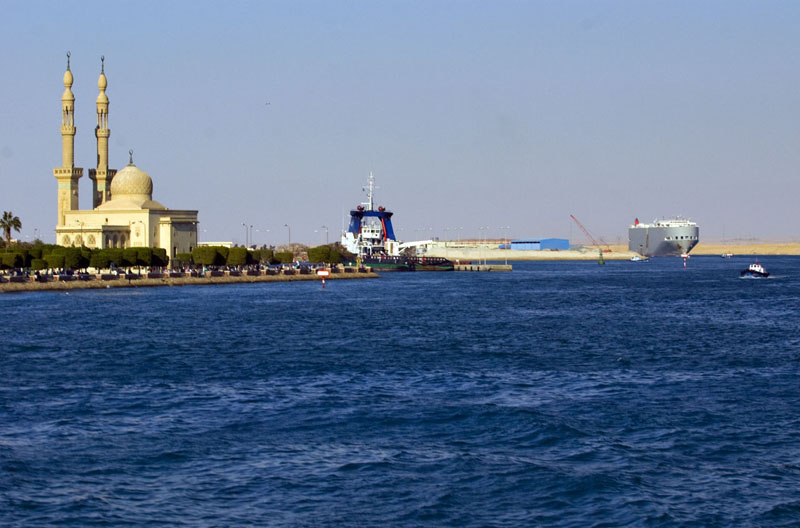
Kikötő
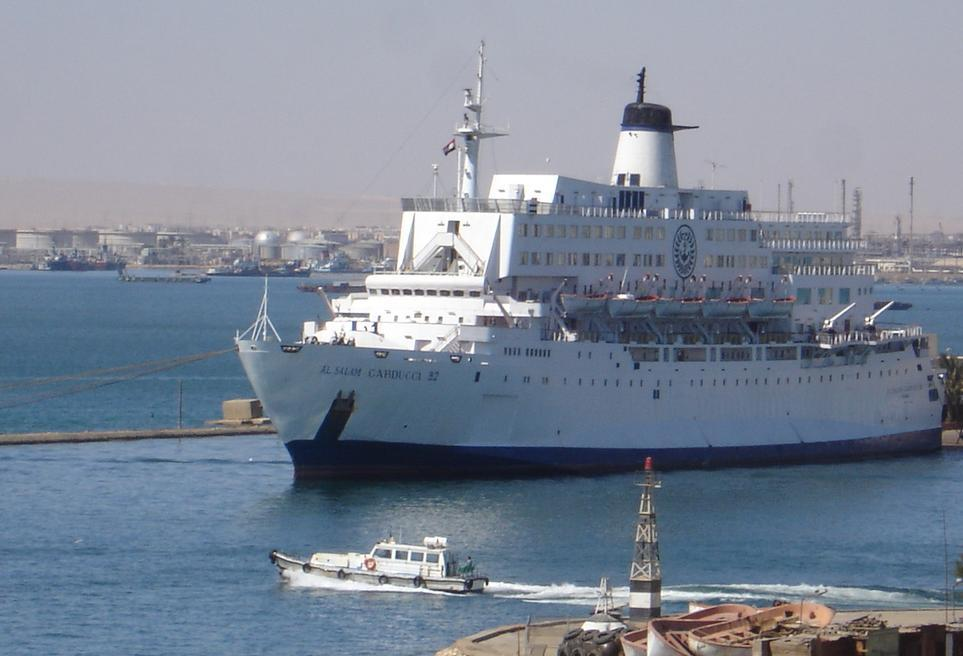
Hajó horgonyoz a Szuezi kikötőben, 2006 márciusában
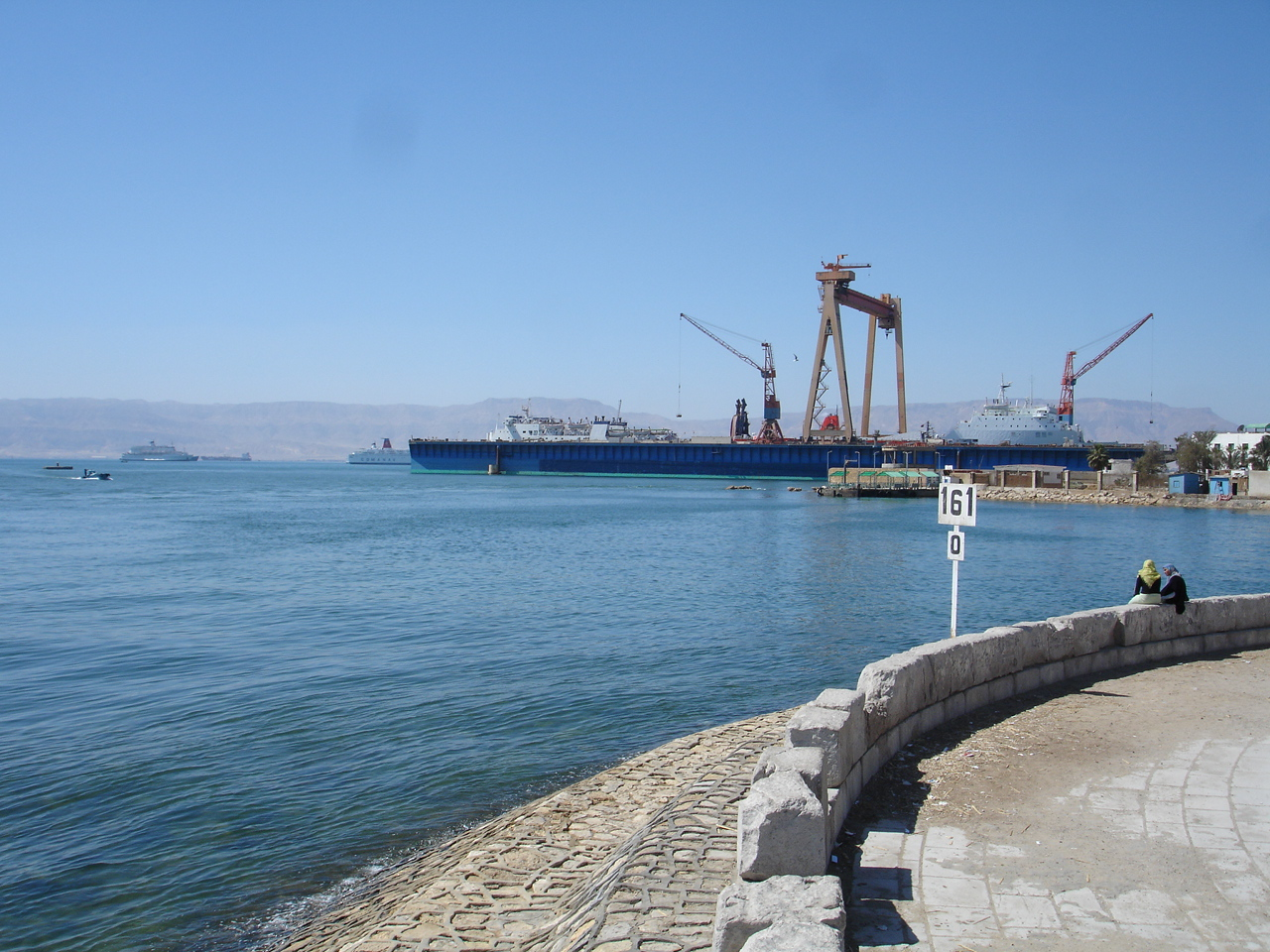
Kikötő

## Testvérvárosok
- Szkopje, Macedónia[2]

## Külső hivatkozások
- Szuez Online Archiválva 2019. május 18-i dátummal a Wayback Machine-ben (arabul)